# Can Teixidor (el Masnou)
Can Teixidor és una masia del Masnou (Maresme), catalogada com a bé cultural d'interès local.

## Història
El primer document conegut és de l'any 1343 i és la venda del molí i les terres del Mas Torre del Molí, atorgada per Jaume de Santcliment a favor de Pere des Pla. Un altre document del 1434 identifica el moliner amb el nom de Francesc Torre. L'any 1668, les terres passaren a mans de Jaume Teixidor, ciutadà honrat de Barcelona i membre del Braç Reial del Consell de Cent. Durant la Guerra de Successió (1701-1714), la finca va esdevenir un nucli borbònic.
L'any 1863, el seu darrer propietari, Gaietà de Planella i de Fivaller, cinquè comte de Llar, vuitè baró de Granera i senyor de Castellcir, morí sense descendència i nomenà tres marmessors: el prevere Francesc Pons, i els advocats Pere Nolasc Vives i Cebrià i Manuel Josep de Torres. Actualment, continua essent una propietat particular gestionada pels marmessors que s'han anat succeint.
El molí es va continuar utilitzant fins a l'any 1957, i també el forn de fer pa. La darrera restauració ha estat realitzada l'any 1983, i ha deixat al descobert la porta adovellada i l'arc gòtic de la façana, abans tapada per una gran balconada.

## Descripció
Conjunt de construccions situat dalt d'un turó arran de mar. L'edifici queda tancat dins un recinte murat i envoltat pel pati d'entrada, la capella i el celler. L'entrada a aquest recinte s'efectua a través d'un portal cobert que a banda i banda presenta uns plafons de ceràmica fets amb rajoles blanques i amb una inscripció en commemoració del primer tren de Barcelona a Mataró. La façana d'aquest postal és d'estil clàssic amb pilastres coronades amb capitells jònics, arc de mig punt i entaulament.

### Habitatge
Format per dos cossos: el de l'entrada i l'escala, i el de la cuina i menjador, que miren al mar i estan situats sobre el terrat inferior que cobreix les dependències de serveis, dels auxiliars que vivien a la masia. Aquestes dependències baixen tres plantes fins al molí que té sortida a la carretera. A aquesta façana que mira al mar, la casa té sis plantes, disposades en plans diferents segons la topografia del terreny. Una petita torre quadrada dona caràcter a la casa. La part principal de la casa queda coberta per una teulada de dos vessants.

### Capella

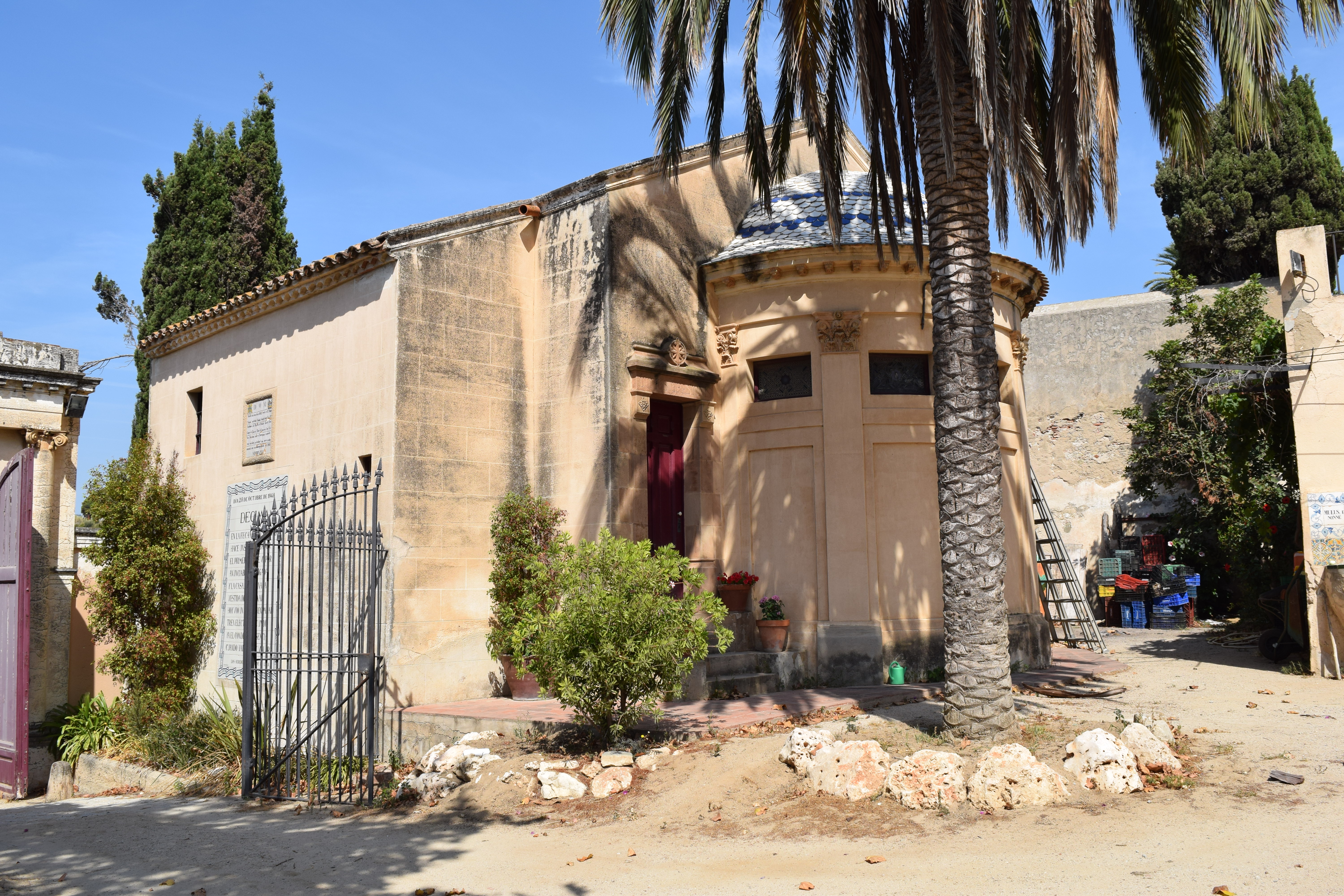
Capella de Can Teixidor

Edifici religiós situat al costat esquerre de l'entrada, dedicat a la Mare de Déu de Montserrat. És de planta quadrada i absis semicircular cobert amb una cúpula semiesfèrica formada per rajoles en forma d'escata. Resulta interessant que la porta d'entrada principal i única es troba al costat de l'absis. La llinda i els brancals són fets de pedra. La sagristia es troba a l'esquerra i davant el presbiteri es troba enterrat el seu darrer propietari, Gaietà de Planella i de Fivaller.